# Laubenberg (Adelsgeschlecht)

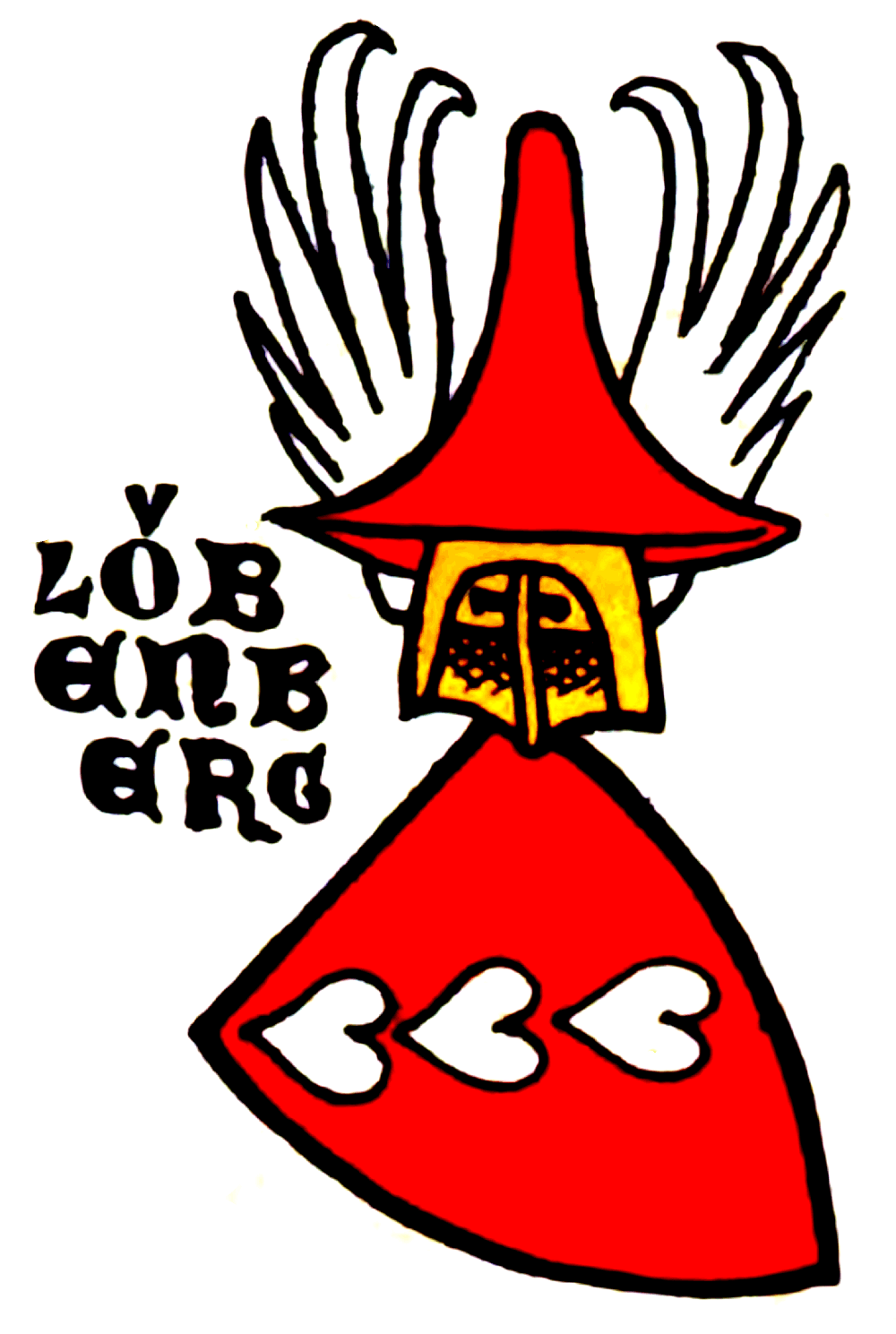
Wappen der Laubenberger in der Zürcher Wappenrolle, ca. 1340

Laubenberg war der Name eines ehemaligen schwäbischen Adelsgeschlechts, das sich in drei Linien aufteilte. Die Stammburg der Familie war die Alt-Laubenberg bei Grünenbach im Westallgäu.

## Geschichte
Erstmals urkundlich erwähnt wurde das Geschlecht am 13. April 1263 mit Heinrich von Loubinberch, der mit dem Herzog von Schwaben Konradin in Wilten weilte. Frühere Quellen sprechen von Herrmann von Laubenberg, der 782 von Karl dem Großen mit dem Schloss Laubenberg belehnt wurde.
Vor dem Jahr 1268 spaltete sich das Geschlecht in die Linien Laubenberg zu Altlaubenberg, Laubenberg zu Stein und Laubenberg zu Rauhlaubenberg bzw. Rauchlaubenberg auf. Die Linie Altlaubenberg hatte Lehen von St. Gallen und ab 1390 von Österreich. Laubenberg-Stein vom Bistum Augsburg und Rauhlaubenberg vom Grafen von Montfort. Neben den Besitzen im Allgäu, besaßen die Laubenberger auch Besitzungen in der Schweiz und Württemberg.
1442 stirbt Conrad von Laubenberg zu Altlaubenberg kinderlos, damit endet die erste Linie der Altlaubenberger. Der Besitz ging an die anderen zwei Linien. Jos von Laubenberg zu Rauhlaubenberg zog mit Margareta von Weiler auf Altlaubenberg. Sein Sohn Hans gründete mit der aus der ersten Altlaubenberger-Linie stammenden Agnes von Ryschach die zweite Linie der Altlaubenberger. 1465 erhielt er Altlaubenberg und Rauhlaubenberg, sein Onkel Kaspar Laubenberg-Stein. 1472 wird er zusammen mit Wilhelm von Weiler für den Mord an Conrad Inderbünd in die Acht versetzt, aus der er im gleichen Jahr wieder gelöst wurde. 1495 stifteten Hans und seine Frau einen Jahrtag zu Grünenbach für die Armen. Diese Stiftung bestand bis 1857.
Ab 1535 wechselten sich die Linien Altlaubenberg/Rauhlaubenberg und Laubenberg-Stein mit dem Patronatsrecht in Stein ab. 
1559 zogen die Laubenberg zu Rauhlaubenberg in das Schloss Rauhenzell. 1588 brannte die Burg Rauhlaubenberg ab und wurde nicht mehr aufgebaut. Die von Rauhlaubenberg nannten sich fortan Laubenberg zu Rauhenzell.
1639 starb Johann Christoph von Laubenberg, seine Frau Margaretha Späth von Zwiefalten regierte im Namen der Söhne. Mit dem frühen Tod der Söhne Johann Joachim und Johann Theodor im Jahr 1647 erlosch die Linie Altlaubenberg/Rauchlaubenberg im Mannesstamm. Die Lehen von Altlaubenberg und Rauhlaubenberg wurden im gleichen Jahr an Johann Anderas Pappus von und zu Tratzberg verliehen, dieser nannte sich fortan Pappus von Tratzberg zu Laubenberg, Laubenbergstein und Rauchenzell.
Die Familiengruft der Altlaubenberg befindet sich in der Pfarrkirche St. Ottmar in Grünenbach. Die derer von Stein in der Marienkapelle in Stein im Allgäu.

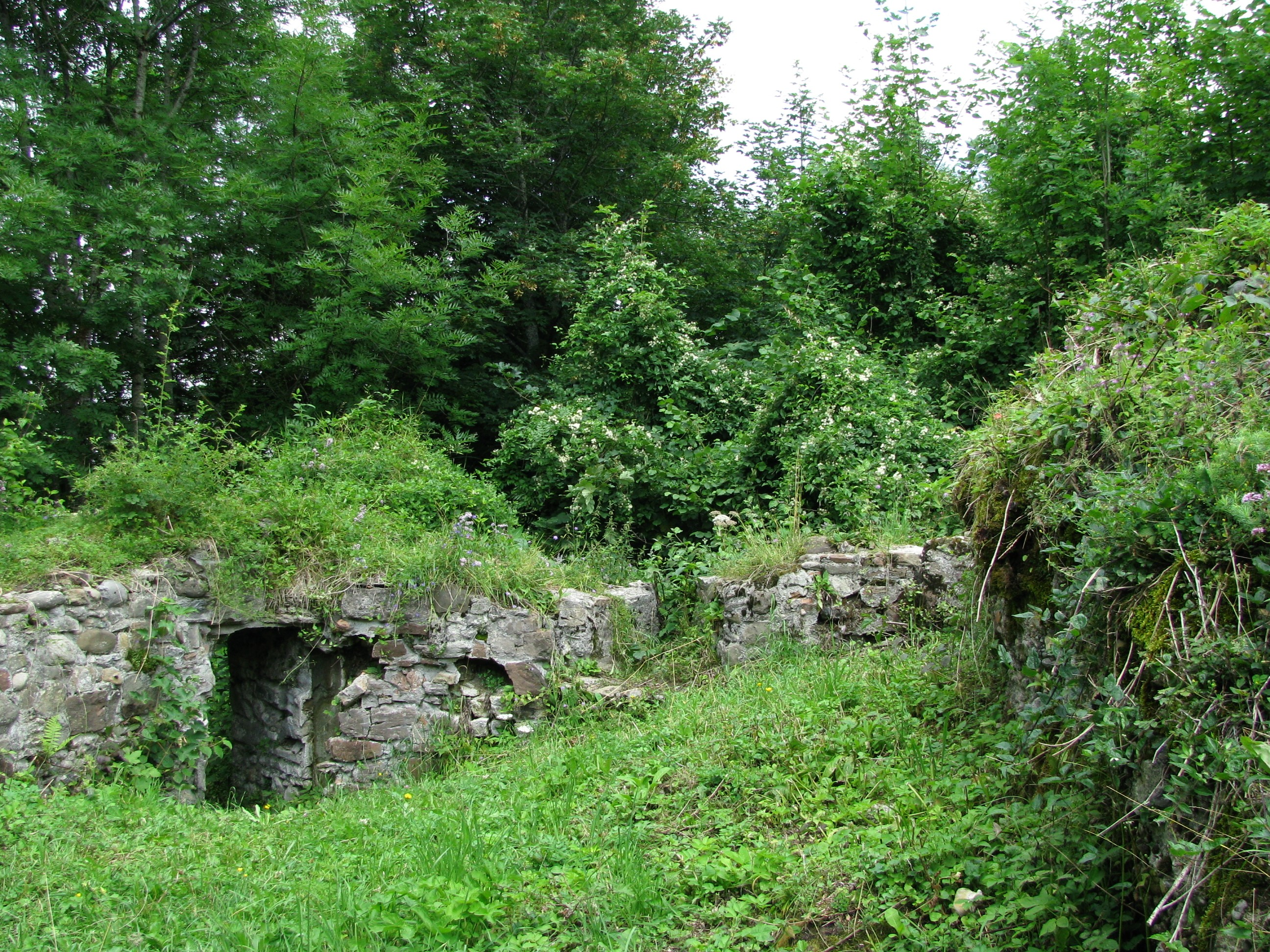
Burg Altlaubenberg
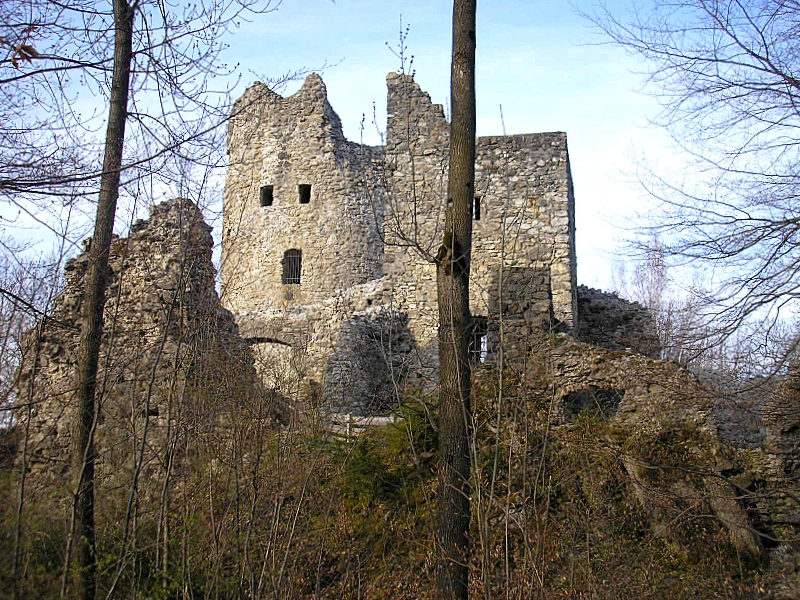
Burg Laubenbergstein
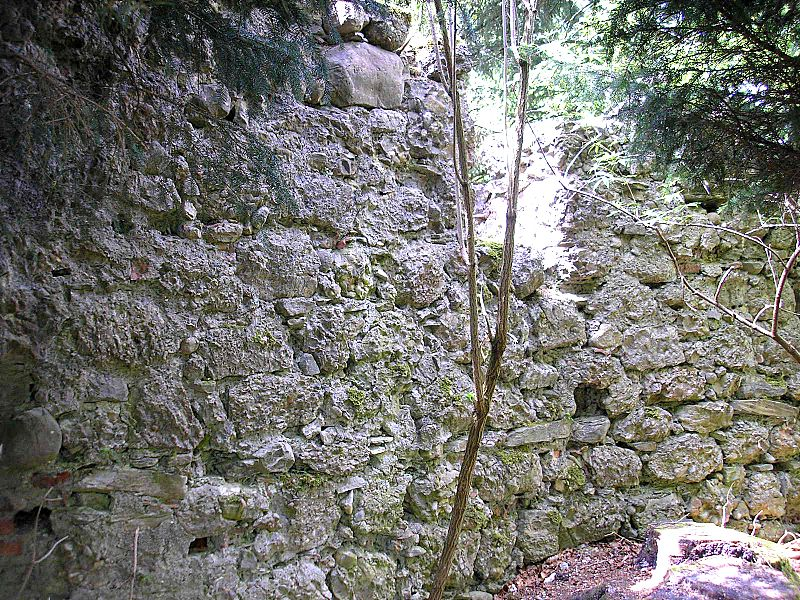
Burg Rauhlaubenberg
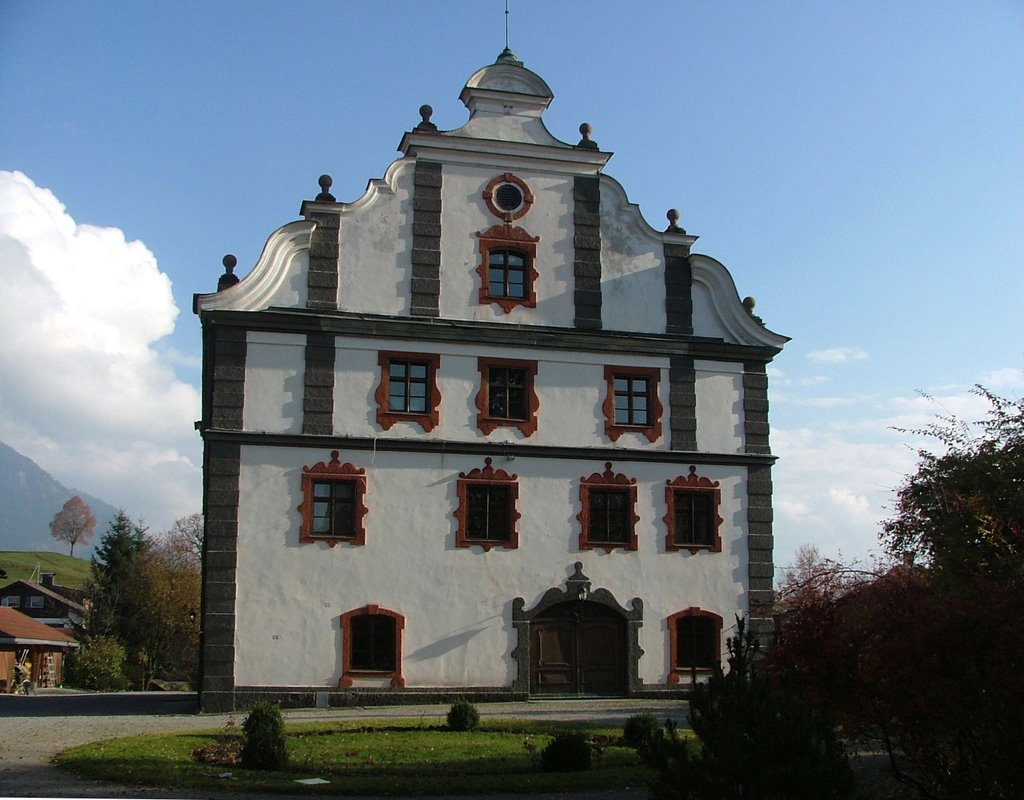
Schloss Rauhenzell

## Stammtafel (Auszug)

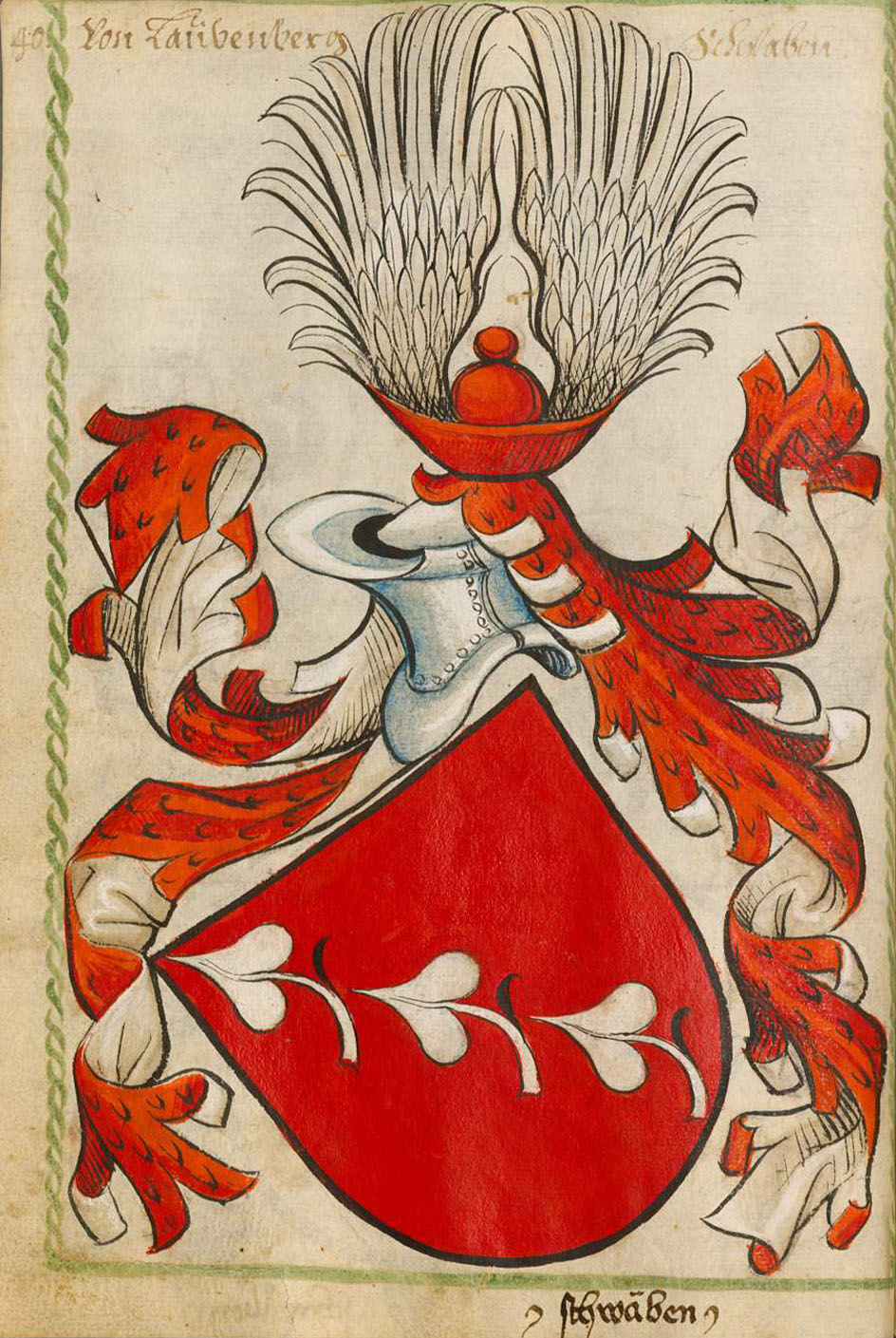
Wappen der Laubenberger

Erste Linie Laubenberg zu Altlaubenberg
1. Conrad ⚭ Isolde von Stein
  1. Conrad ⚭ Elisabeth von Ellhofen
    1. Jos ⚭ 1. von Riethof zu Eberspach, 2. Agnes von Lierheim
      1. Conrad, 1388 Vogt zu Rothenfels 
        1. Conrad († 1442), Vogt zu Blaichach, Staufen und Wolkenberg ⚭ Magdalena von Werdenstein
        2. Anna

    2. Heinrich ⚭ 1. Elsbeth von Waal, 2. von Rotenstein
      1. Friedrich († 1434), Fürstabt von Kempten
      2. Heinrich, 1370 Vogt des Stifts Kempten ⚭ Anna von Freyberg zu Bach
      3. Hermann ⚭ Els von Baisweil
        1. Ursula
        2. Agatha ⚭ von Grimmenstein
        3. Magdalena ⚭ 1. Conrad von Gammerschwang, 2. Eberhard von Ryschach
          1. Agnes von Ryschach ⚭ Hans von Laubenberg zu Rauhlaubenberg

      4. Walter, Kirchherr in Ehingen († 1441)

    3. Katharina ⚭ Brun von Hertenstein

Zweite Linie Laubenberg zu Altlaubenberg/Rauhlaubenberg
1. Jos von Laubenberg zu Rauhlaubenberg († 1452) ⚭ Margareta von Weiler

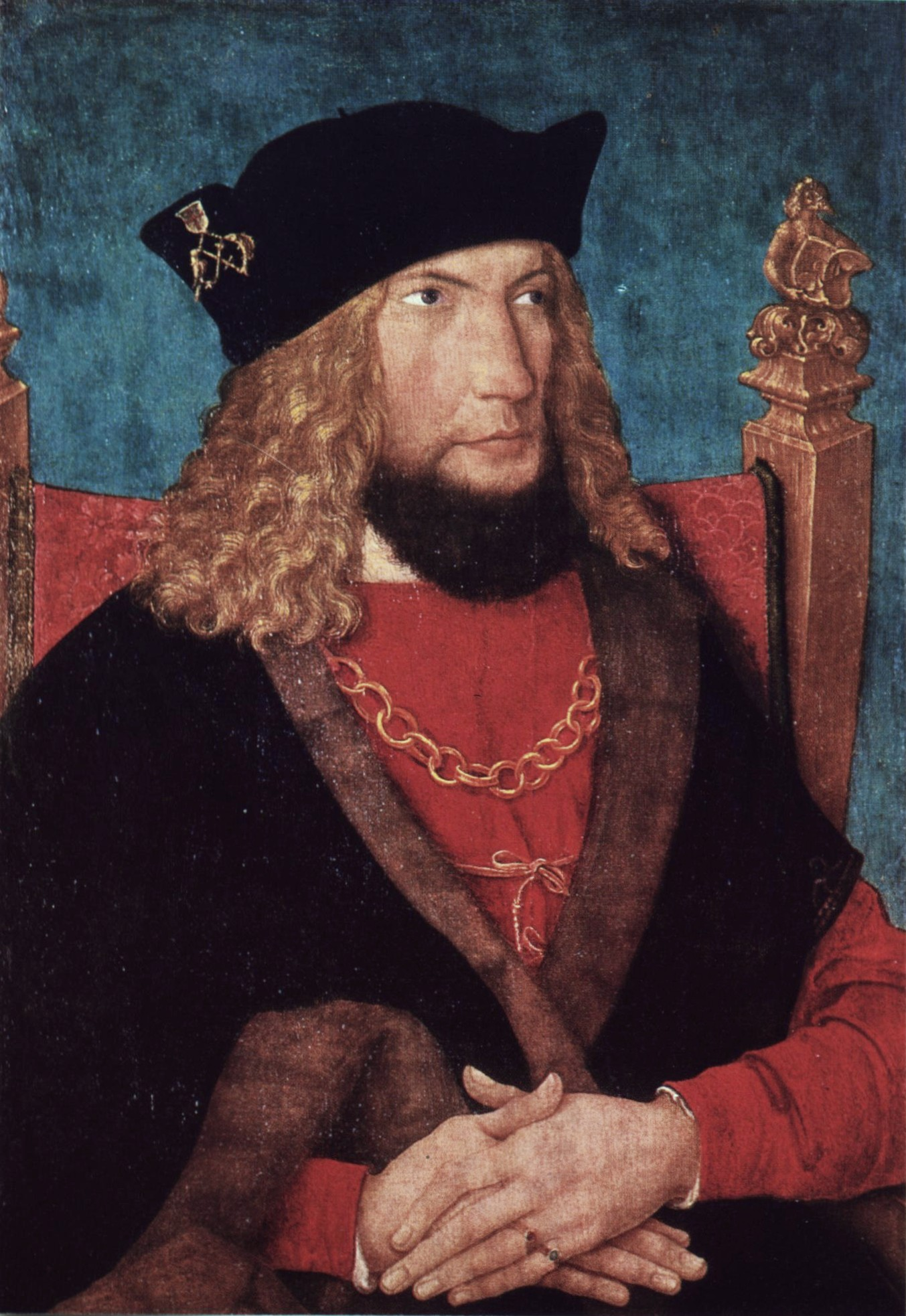
Hans Caspar von Laubenberg

  1. Hans (1440–1520) ⚭ Agnes von Ryschach
    1. Jos († 1544) ⚭ Barbara von Ow (Au)
      1. Magdalena († 1529) ⚭ Werner Schenk von Staufenberg
      2. Hans Joachim († 1574) ⚭ 1. Margareta von Landau, 2. Maria Spaet von Sulzberg, 3. Margareta von Hornstein
        1. Hans Joachim
        2. Anna ⚭ Paul von Freyberg zu Eisenberg († 1589)
        3. Jos ⚭ 1. Clara Vogt zu Altsummerau und Prassberg, 2. Maria von Hausen
          1. Christoph
          2. Jacob
          3. Joachim
          4. Maria
          5. Anna

        4. Jos
        5. Elisabeth ⚭ Christoph Schenk von Staufenberg
        6. Joachim († 1599) ⚭ Margareta Anna von Hausen
          1. Johann Christoph († 1639) ⚭ Margareta Spaet von Zwiefalten
            1. Franz
            2. Bernhard
            3. Johann Joachim († 1647)
            4. Johann Theodor († 1647)
            5. Maria Anna
            6. Maria Veronica
            7. Maria Susanna
            8. Maria Elisabeth (1628–1667) ⚭ Franz Apronian Pappus zu Tratzberg (1625–1679)

          2. Anna
          3. Barbara Sibylla
          4. Emerentia
          5. Elisabeth Anna († 1607)

        7. Maria ⚭ Heinrich von Werdenstein
        8. Anna ⚭ Johann Ludwig von Sperberseck

      3. Johann Jos
      4. Johann Georg
      5. Johann Jakob
      6. Anna ⚭ Johann Ulrich von Syrgenstein
      7. Salome ⚭ Sebastian von Ratzenried
      8. Cleopha ⚭ Simpert von Freyberg

    2. Anastasia ⚭ Conrad von Heimenhofen
    3. Genovefa ⚭ Simon Tänzl von Tratzberg
    4. Magdalena ⚭ Ruland von Landau

Linie Laubenberg-Stein, bzw. Rauhlaubenberg
1. Walther
  1. Völk
  2. Hans ⚭ Isald von Sürgenstein
    1. Jos ⚭ Margarethe von Weiler
      1. Hans (1440–1520) ⚭ Agnes von Ryschach (Reischach)

    2. Caspar

  3. Anna
2. Conrad
  1. Konrad ⚭ Els von Wolfsattel
    1. Gaudenz ⚭ Anna von Weiler
      1. Konrad
      2. Ruf

    2. Walther

## Familienwappen
Herrschaft Werenwag

Unterdigisheim
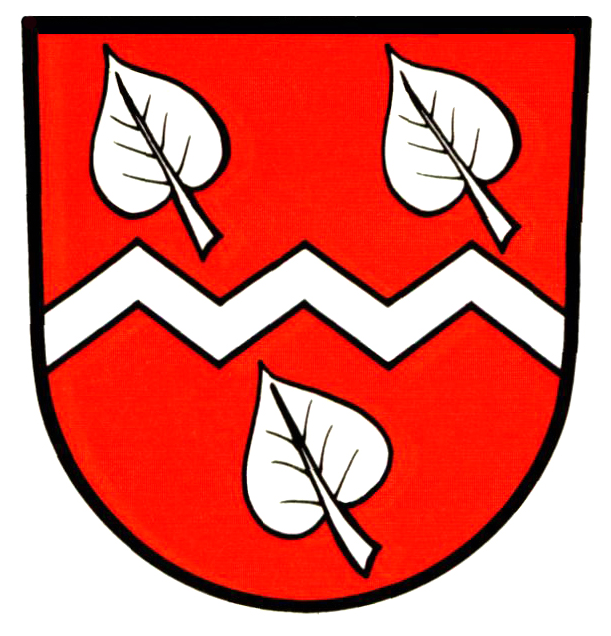
Kolbingen

## Persönlichkeiten
- Friedrich von Laubenberg, Fürstabt von Kempten
- Kaspar von Laubenberg († 1489), herzoglicher Rat und Marschall von Erzherzog Sigismund von Österreich
- Hans Kaspar von Laubenberg (1450–1522), Oberster Feldzeugmeister und Oberster Feldhauptmann der Grafschaft Tirol